# Jens Christian Christensen
Jens Christian Christensen (né le 21 novembre 1856  à Hoven dans le Jutland, mort le 19 décembre 1930) est un homme d'État danois. il est Premier ministre du Danemark de janvier 1905 à octobre 1908.

## Biographie
Issu d'une famille paysanne du Jutland occidental, il rejoint le Parti libéral danois puis fonde en 1895 le Parti réformateur de gauche. Il commence une carrière ministérielle en 1901 au poste de ministre de la Culture, de l'Éducation et du Culte. Il est nommé le 14 janvier 1905 Premier ministre du Danemark et occupe simultanément le poste de ministre de la Défense. Son gouvernement accorde le droit de vote aux femmes pour les élections locales. 
Son ministre de la Justice Peter Adler Alberti (en) étant au centre d'un scandale politico-financier pour abus de confiance, le gouvernement, affaibli, donne sa démission en octobre 1908. En 1912, il est orateur de la chambre basse du Parlement danois puis est nommé en septembre 1916 ministre sans portefeuille. Il achève sa carrière politique comme ministre des Cultes de 1920 à 1922.